# Mandy
Mandy és una pel·lícula de terror i d'acció psicodèlica del 2018 dirigida per Panos Cosmatos, produïda per Elijah Wood i coescrita pel mateix Cosmatos i Aaron Stewart-Ahn. És una coproducció dels Estats Units i Bèlgica, la pel·lícula és protagonitzada per Nicolas Cage, Andrea Riseborough, Linus Roache, Ned Dennehy, Olwen Fouéré, Richard Brake i Bill Duke. Es va estrenar al Festival de Cinema de Sundance el 19 de gener de 2018 i es va estrenar a les sales de cinema el 13 de setembre del mateix any. S'ha doblat i subtitulat al català.
Mandy va ser elogiada pel seu estil i originalitat, la interpretació de Cage, la direcció de Cosmatos i les seqüències d'acció. És una de les últimes pel·lícules amb música del compositor islandès Jóhann Jóhannsson, que va morir el febrer de 2018. La pel·lícula està dedicada a ell.

## Sinopsi
Red Miller i Mandy Bloom viuen aïllats del món en el bosc. Tot canviarà de cop quan Jeremiah Sand, líder d'una secta religiosa, s'obsessiona de Mandy i la segresta.

## Repartiment
- Nicolas Cage com a Red Miller[11]
- Andrea Riseborough com a Mandy Bloom[11]
- Linus Roache com a Jeremiah Sand[11]
- Bill Duke[11] com a Caruthers
- Richard Brake com el químic[11]
- Ned Dennehy com el germà Swan[11]
- Olwen Fouéré com la mare Marlene[11]
- Hayley Saywell com a Sis[12]
- Line Pillet com la germana Lucy[13]
- Clément Baronnet com el germà Klopek[13]
- Alexis Julemont com el germà Hanker[13]
- Stephan Fraser com el germà Lewis[13]